# シャルル・エティエンヌ・ブラッスール・ド・ブールブール

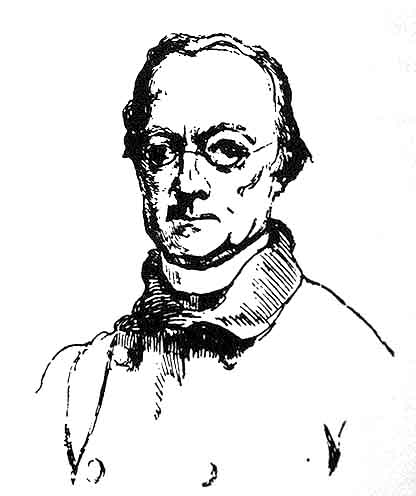

シャルル・エティエンヌ・ブラッスール・ド・ブールブール（Charles Étinenne Brasseur de Bourbourg、1814年9月8日 - 1874年1月8日）は、フランスのカトリック司祭。メキシコやグアテマラを何度も訪れ、先住民の歴史、言語、民俗などを研究した。
学者としてはあまり優れていなかったが、ラビナル・アチという劇を口頭で伝えられて記録し、『ポポル・ヴフ』やディエゴ・デ・ランダの『ユカタン事物記』を発見した人物として記憶される。姓については「ブラシュール・ド・ブールブール」とも表記される。

## 生涯
シャルル・エティエンヌ・ブラッスール・ド・ブールブールはノール県ブールブールに生まれた。20歳のときにパリに出てジャーナリストとして活動し、小説を出版した。1838年に家族とともにヘントに引っこした。
1845年にローマで司祭に叙階された。同年カナダに渡り、短期間ケベックで教会史の教授をつとめた後、1846年にボストン教区の司教総代理に就任した。その後ヨーロッパに戻り、2年間ローマでイスパノアメリカに関する文献を探した。
1848年にメキシコに行き、メキシコシティのフランス使節団づきの司祭をつとめた。1851年にパリに戻った。
1855年からグアテマラのベラパスにあるラビナル教区の管理者を1年間つとめ、1857年に帰国した。このときにキチェ語を学び、『ラビナル・アチ』を口頭で伝えられ、『ポポル・ヴフ』を入手した。『カクチケル年代記』も入手した。
1859年から1860年にかけて、メキシコのテワンテペク地峡、チアパスおよびグアテマラを訪問した。帰国後の1861年にパリ地理学会の会員になり、また民族誌協会の機関誌にしばしば投稿した。
1863年に5回目のアメリカ訪問を行った。帰国途中マドリードに立ちより、アカデミーの図書館でランダの『ユカタン事物記』の写本を発見した。
1864年から翌年にかけて、フランスによるメキシコ探検の一行に加わった。
1866年にトロアノ・コデックス（マドリード・コデックスの一部）を入手し、1869年から翌年にかけて出版した。古くから知られるドレスデン・コデックス、レオン・ド・ロニーが発見したパリ・コデックスに次ぐ第3のマヤ語コデックスだった。ブラッスール・ド・ブールブールはマヤ語の知識もあり、またランダの書物に出てくる文字がコデックスに出てくることにも気づいていた。しかし、古代マヤ文明が紀元前6000年ごろに滅んだアトランティスの生き残りによって作られたという考えに取りつかれており、マヤ文字をいちいちアトランティスに結びつけて解釈した。当時の他の学者のうち、一部はブラッスール・ド・ブールブールに対する反論を書いたが、全般的には無視された。
1874年、ニースで没した。

## 主な著書

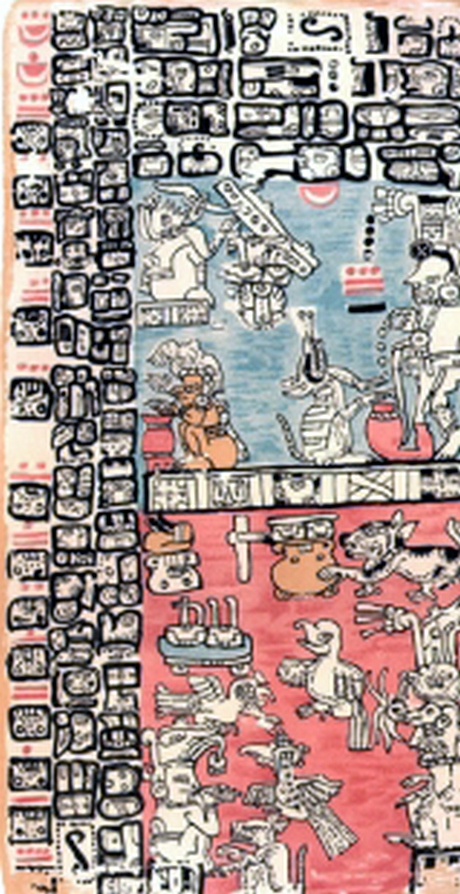
トロアノ・コデックス

アメリカ先住民の文明に関する最初の書物は1851年にメキシコで出版された（スペイン語とフランス語）。パレンケの文明がフェニキア人によって作られたと主張した。
- Cartas para servir de introducción á la historia primitiva de las naciones civilizadas de la America setentrional. Mexico. (1851)

1857年から1859年にかけて、メキシコ・中央アメリカの歴史に関する4巻からなる書物を出版した。
- Histoire des nations civilisées du Mexique et de l'Amérique centrale. Paris. (1857-1859) 巻1 巻2 巻3 巻4

1861年『ポポル・ヴフ』の本文と翻訳を出版したが、すでに1857年にドイツのカール・シェルツァーがスペイン語訳を出版していた。
- Popol Vuh: Le livre sacré des l'antiquité américaine. Paris. (1864) [1861]

同年テワンテペク地峡の旅行記を出版した。
- Voyage sur l'Isthme de Tehuantepec, dans l'état de Chiapas et la République de Guatémala, exécuté dans les années 1859 et 1860. Paris. (1861)

1862年には、キチェ語の文法とともに戯曲『ラビナル・アチ』を出版した。
- Grammaire Quichée / Rabinal Achí. Paris. (1862)

1864年にランダ『ユカタン事物記』の抄訳を出版した。
- Relation des choses du Yucatan de Diego de Landa. Paris. (1864)

1864年から翌年にかけての調査旅行の報告は1866年に出版された。
- Monuments anciens du Mexique et du Yucatan. Palenqué, Ocosingo et autres ruines de l'ancienne civilisation du Mexique. Paris. (1866)

1868年の著書ではマヤ文明とエジプトやインドなどの旧世界の文明との関連性を論じた。
- Quatre lettres sur le Mexique. Paris. (1868)

『トロアノ文書』は2巻からなり、第1巻はコデックスの本文とその翻訳。第2巻はマヤ語の文法、文例、語彙を記す。
- Manuscrit Troano. Paris: Imprimerie Impériale. (1869-1870)
- Bibliothèque Mexico-Guatémalienne. Paris. (1871)